# Actinodium
Actinodium, monotipski biljni rod iz porodice mirtovki, dio reda mirtolike. Jedini predstavnik je australski endem A. cunninghamii iz Zapadne Australije. 
Po životnom obliku spada u hamefite.